# گل بابا
گل بابا با نام اصلی جعفر (متوفی ۱۵۴۱ در بودا، مجارستان) درویش و شاعر افسانه‌ای طریقت بکتاشیه منسوب به دورهٔ سلیمان یکم عثمانی است. مقبرهٔ گل بابا امروزه در بودا، بر تپهٔ گل سرخ ناحیهٔ دو در بوداپست، مجارستان قرار دارد و یکی از زیارتگاه‌های مهم ترک‌ها است.

## تربت
تربت گل بابا دورافتاده‌ترین مکان مقدس فرهنگ اسلامی در شمال امپراتوری عثمانی و تنها مقصد زیارتی مسلمانان در قلمرو اروپای مسیحی است.
روایت است که گل بابا در ۲ سپتامبر ۱۵۴۱ در روز اشغال بودا توسط سپاه عثمانی درگذشت و سلطان سلیمان در خاک‌سپاری او شرکت کرد. بین سال‌های ‎۱۵۴۳–۱۵۴۸ مقبره‌ای بر گور او در محله باروت‌خانه در زمان بیگ بودا، یحیی‌پاشازاده محمد ساختند که تبدیل به تکیهٔ دراویش بکتاشی شد و اطراف آن قبرستانی شکل گرفت. در دوره عثمانی این منطقه را تپه گل بابا می‌نامیدند.
پس از ۱۶۸۶ و بازپس‌گیری بودا، گل بابا فراموش شد. ارتش هابسبورگ به مقبره آسیبی نزد و لئوپولد یکم مجموعهٔ زیارتی را به کشیشان یسوعی هدیه داد که آن را به کلیسای کاتولیک تبدیل کردند و در طول دو قرن مقبره به این شکل وجود داشت.
در سال ۱۸۳۰ مجموعه چند بار توسط اهالی بودا خریداری شد و پس از چند دست گشتن، معماری به نام یانوش واگنر در ۱۸۵۷ بنای تاریخی و زمین اطراف آن را خرید و ویلایی گرد عمارت مقبره بنا کرد که به عنوان خانهٔ تابستانی از آن استفاده کند. او همچنین باغی خصوصی در دامنهٔ تپهٔ نسبتاً شیب‌دار آن درست کرد که کاری نه چندان ساده بود؛ بهترین راه‌حل تعبیهٔ تراس، اکنون نیز قابل مشاهده است.
در ابتدای قرن بیستم همدلی با ترک‌ها در مجارستان افزایش می‌یافت و حتی بقایای خاک دو تن از قهرمانان مجار، فرنتس راکوتسی و ایمره تکلی از عثمانی آورده شد. پس از الحاق بوسنی به اتریش-مجارستان در ۱۹۰۸ تولیت تربت به امامی از آنجا سپرده شد.

ویلای واگنر پس از آسیب جدی در جنگ جهانی دوم، عاقبت در ۱۹۷۰ تخریب شد و تنها پایین‌ترین دیوار حائل پلکانی در دامنه تپه و زیرزمین آن باقی ماند.

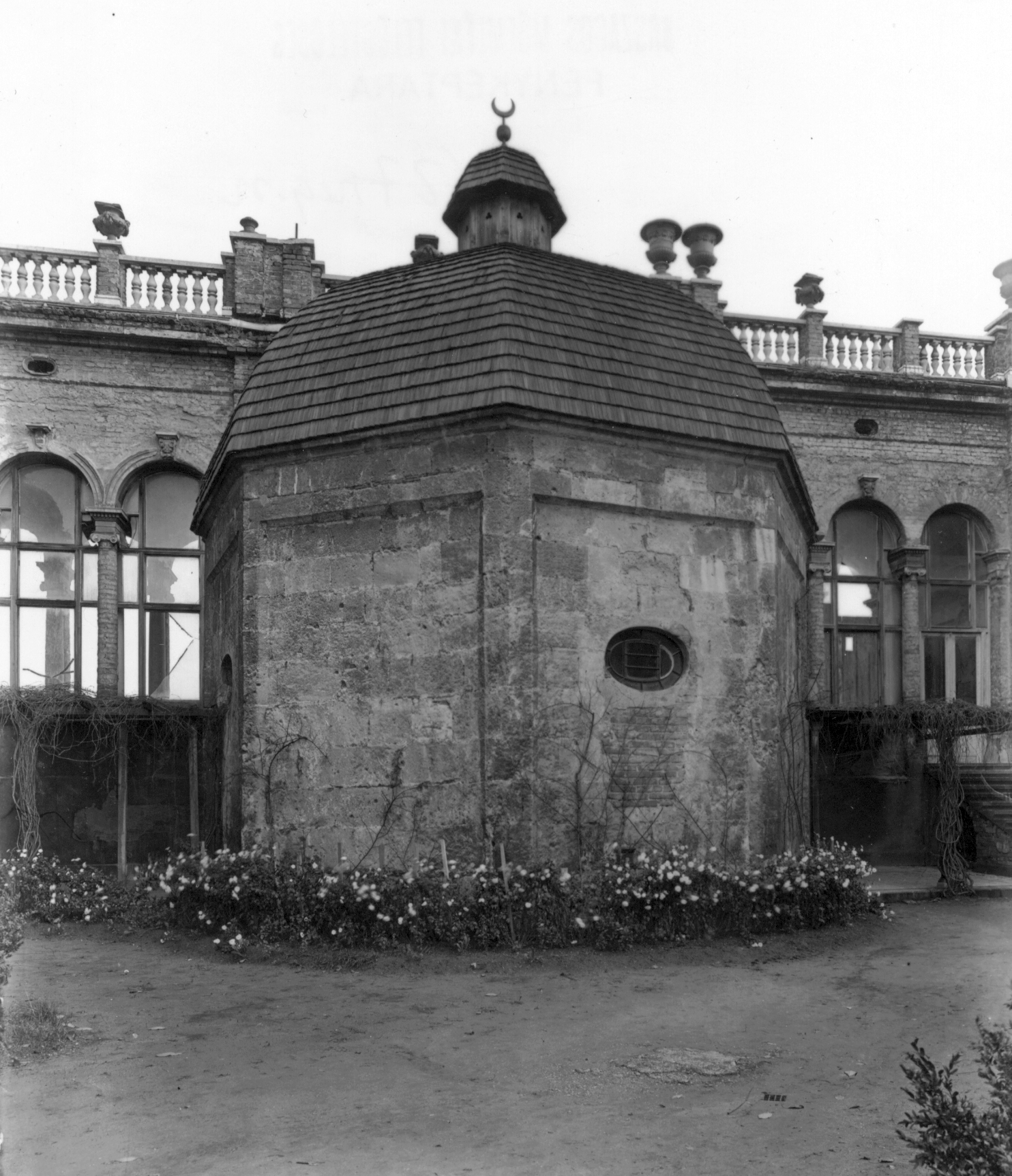
تربت در داخل ویلا
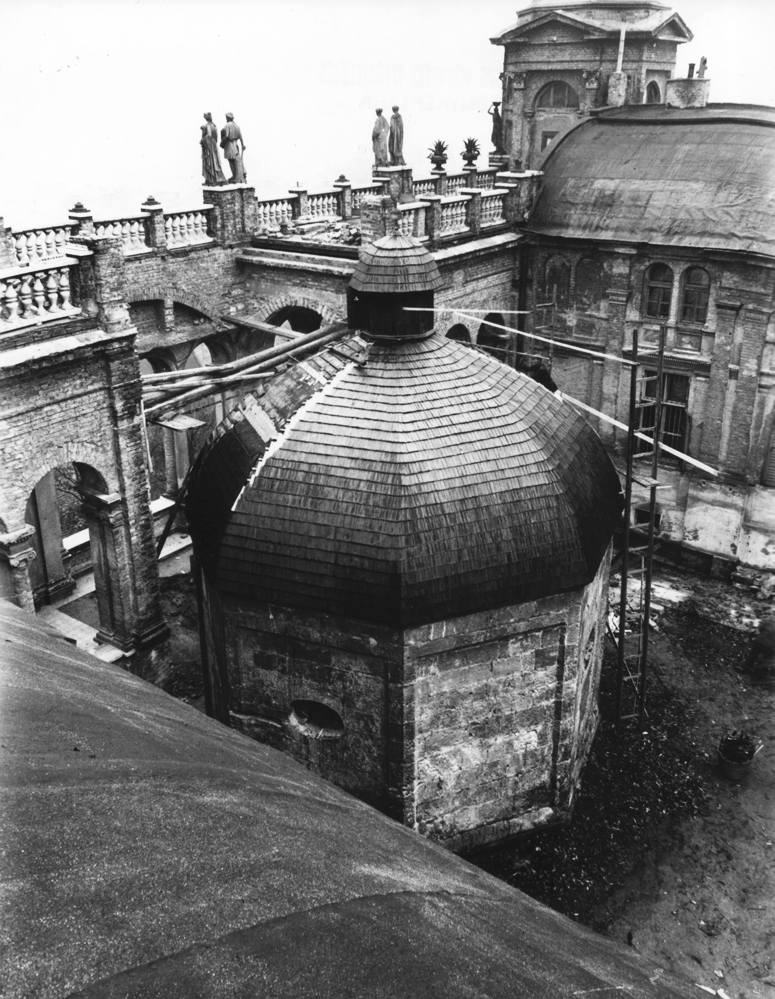
مقبره گل بابا در ویلای واگنر در حال مرمت
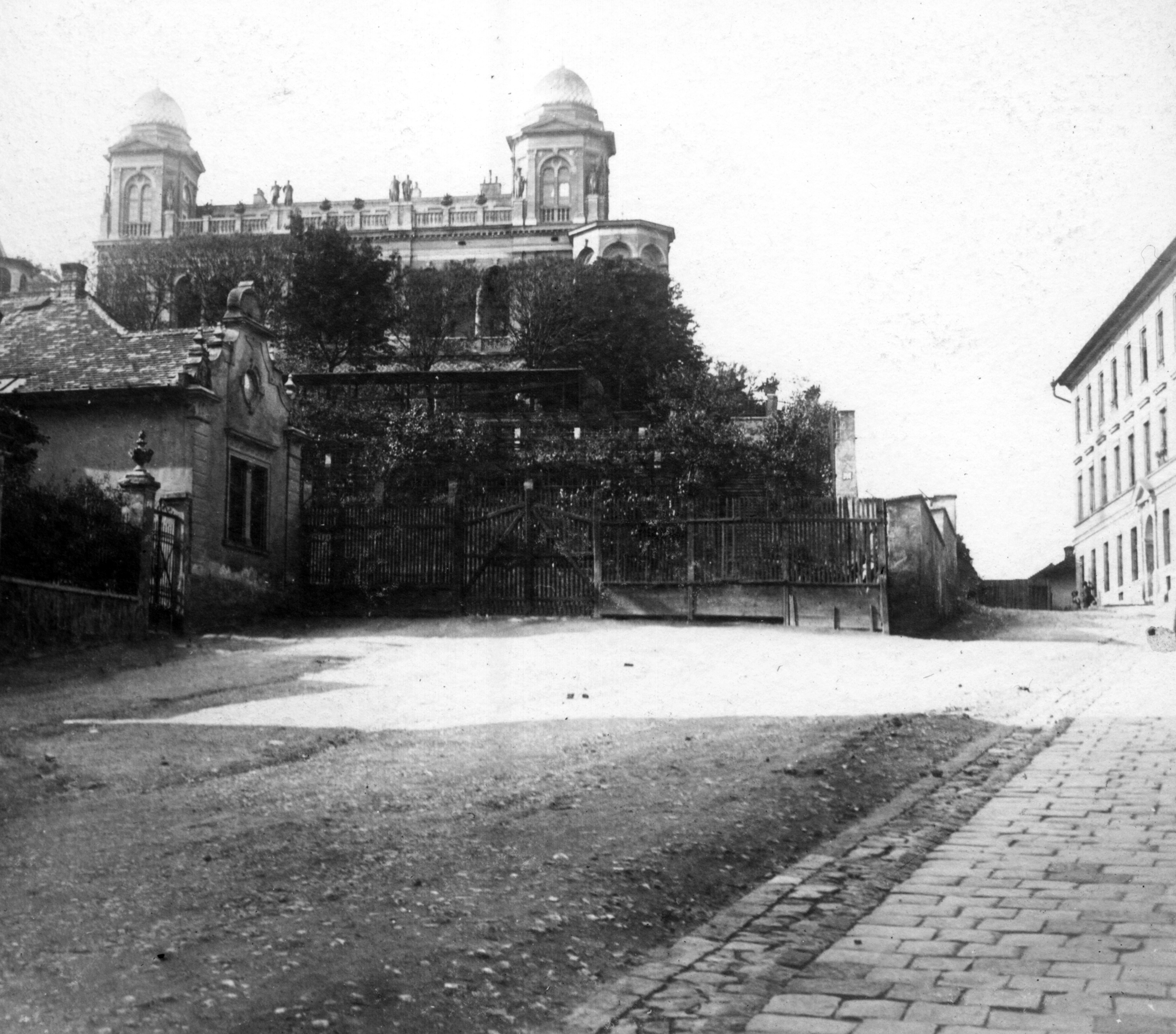
نمایی از ویلای یانوش واگنر

نوسازی کامل مقبره بدون بازسازی ویلای واگنر در ۲۰۱۸ توسط دولت ترکیه به پایان رسید و اکنون نمایشگاهی در زیرزمین مجموعه دایر است.

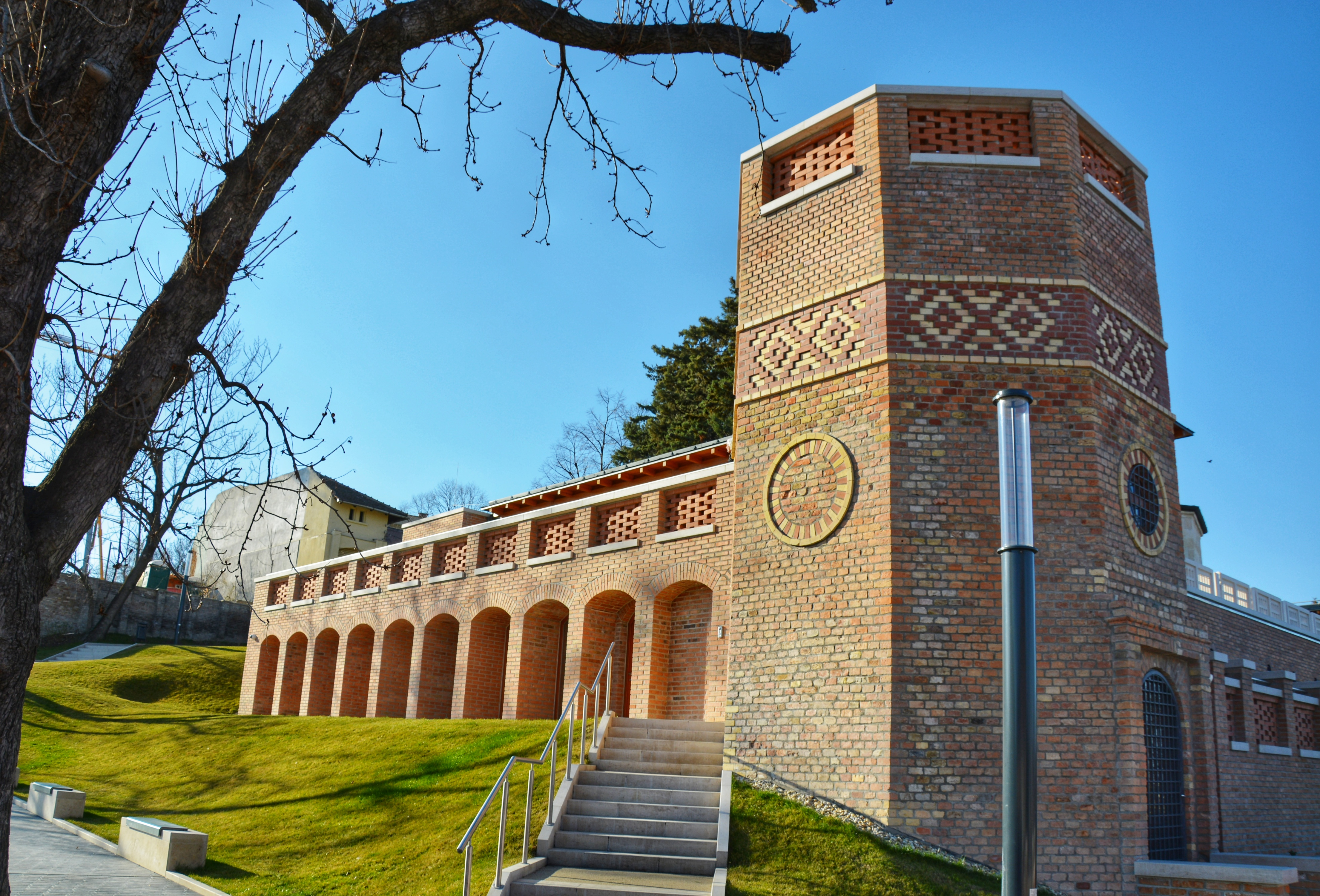
بخش زیرین و باقیماندهٔ ویلای واگنر پس از نوسازی
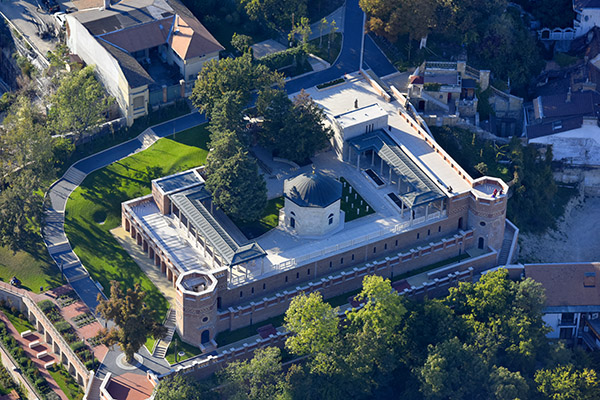
نمای هوایی
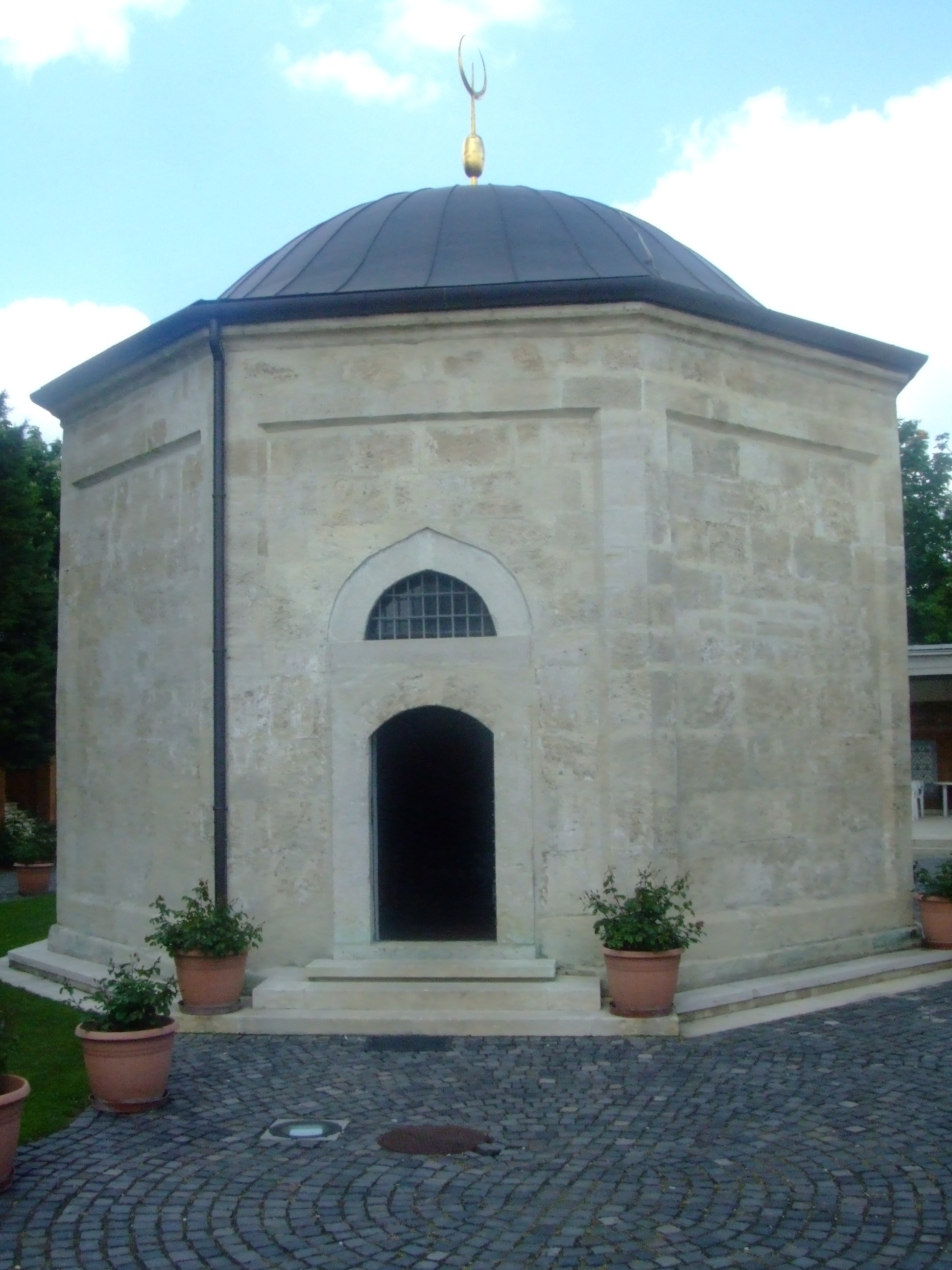
مقبره
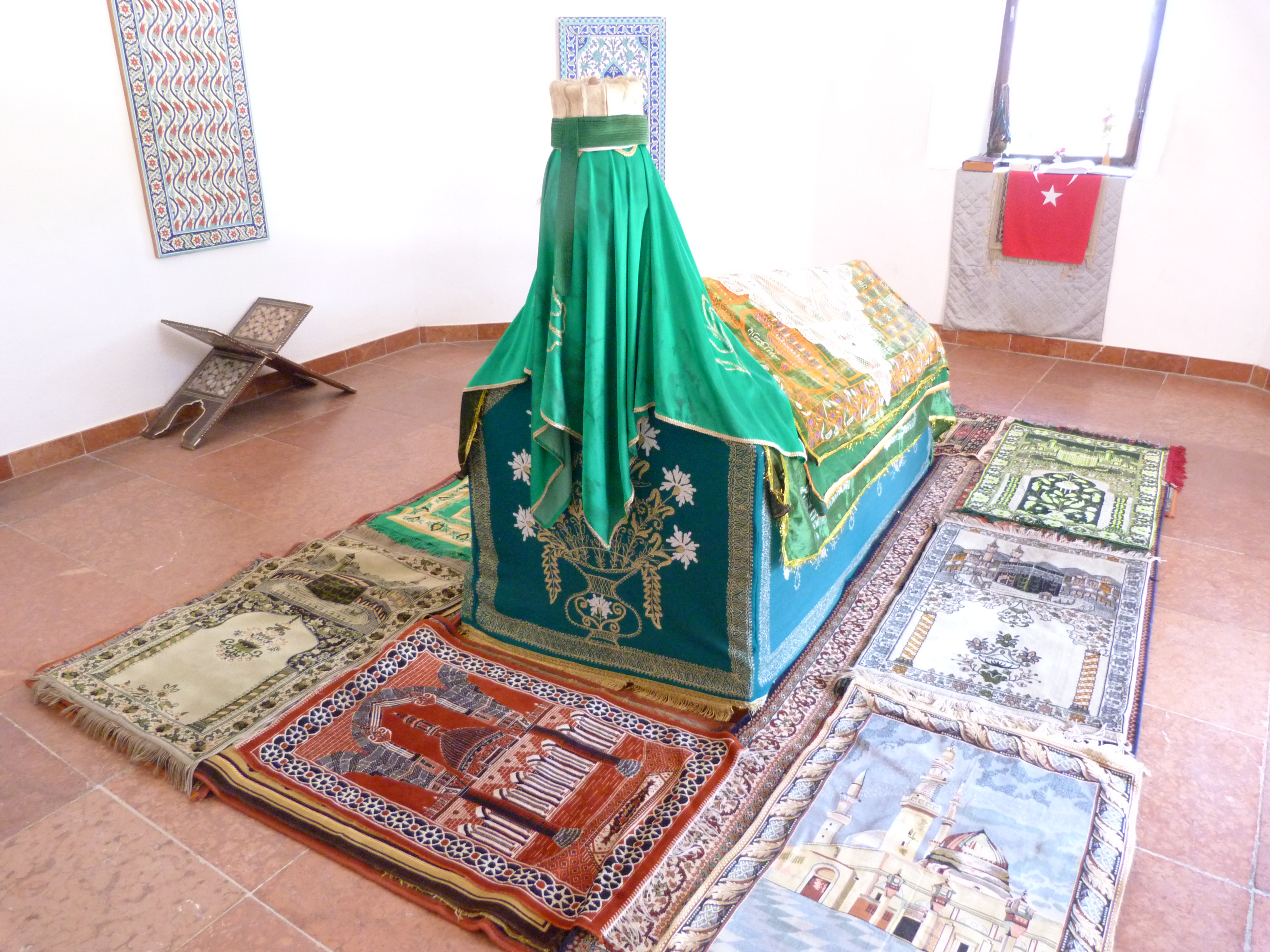
داخل مقبره
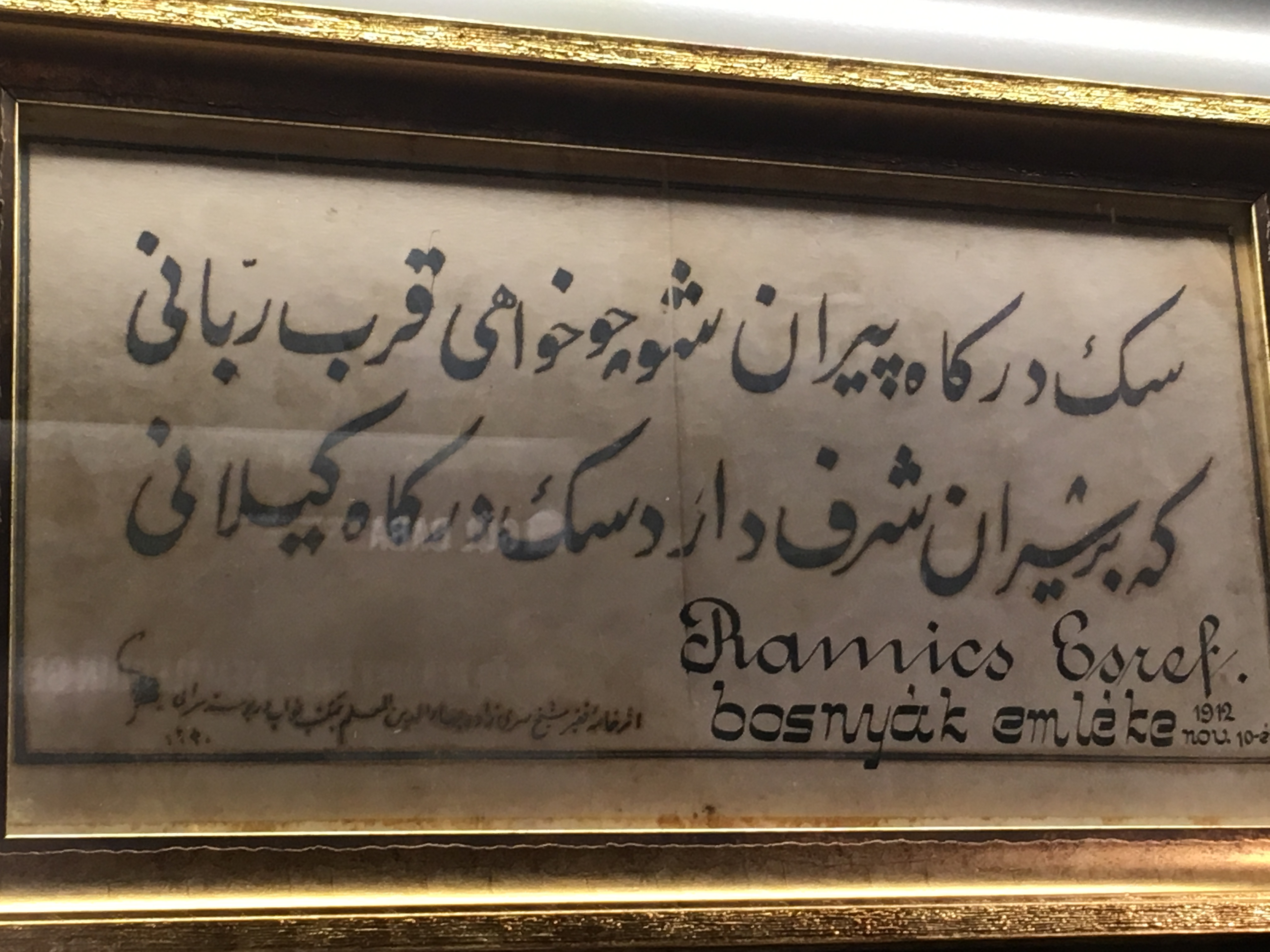
شعری از مجموعهٔ نمایشگاه: سگ درگاه میران شو چو خواهی قرب ربّانی که بر شیران شرف دارد سگ درگاه گیلانی

## یادداشت
1. ↑  Barutháne mahalesi
2. ↑  Yahyapaşazade Mehmet
3. ↑  Gül Baba tepesi